# Ewald Lassen
Ewald Lassen (* 20. Juli 1911 in Hamburg; † unbekannt) war ein deutscher Violinist.

## Leben
Ewald Lassen wurde 1911 in Hamburg geboren. Er besuchte die Aufbauschule seiner Heimatstadt und erhielt von 1927 bis 1931 Violinunterricht bei Jan Gesterkamp am Brahms-Konservatorium. Danach studierte er bei Max Strub in Berlin.
Von 1935 bis 1937 war er stellvertretender Konzertmeister am Staatstheater Schwerin. Von 1937 bis 1939 bekleidete er die 1. Konzertmeisterstelle am Städtischen Orchester Gießen-Bad Nauheim. 1939 wurde er Vorgeiger am Frankfurter Opern- und Museumsorchester. 1940 wurde er zum Kriegsdienst herangezogen. Bis 1949 verblieb er in Kriegsgefangenschaft. Danach spielte er bei den 2. Violinen des Frankfurter Museumsorchesters. Er war ferner Herausgeber von Werken Mozarts und Haydns.
Im Jahr 1951 ehelichte er Ilse Achenbach. Sein Bruder Harald Lassen (1908–1959) war Philosoph und Psychologe.